# Saint-Domingue
La colonia de Saint-Domingue (pronunciado /sɛ̃dɔmɛ̃ɡ/), también conocida simplemente como Saint-Domingue o Santo Domingo francés, es el nombre por el que fue conocida la colonia establecida por Francia en la parte oeste de la isla de La Española desde 1659 hasta 1804, y que por un breve periodo de tiempo (1795-1804) abarcó todo el territorio insular, es decir, los países contemporáneos de Haití y República Dominicana. El nombre deriva de la principal ciudad española de la isla, Santo Domingo, que vino a referirse específicamente a la Capitanía General de Santo Domingo, actual República Dominicana, en poder de los españoles. Las fronteras entre las dos posesiones fueron fluidas y cambiaron con el tiempo hasta que finalmente se solidificaron en la guerra de independencia dominicana en 1844.
Los franceses se habían establecido en la parte occidental de las islas La Española y Tortuga en 1659. En el tratado de Rijswijk de 1697, España reconoció formalmente el control francés de la isla Tortuga y el tercio occidental de la isla La Española. En 1791, los esclavos y algunos criollos dominicanos participaron en la ceremonia vudú Bois Caïman y planearon la revolución haitiana. La rebelión de esclavos se alió más tarde con las fuerzas republicanas francesas tras la abolición de la esclavitud en la colonia en 1793, aunque esto alienó a la clase dominante esclavista de la isla. Francia controló la totalidad de La Española desde 1795 hasta 1802, cuando comenzó una nueva rebelión. Las últimas tropas francesas se retiraron de la parte occidental de la isla a fines de 1803, y la colonia luego declaró su independencia como Haití, su nombre indígena, al año siguiente.

## Generalidades
Haití es el nombre empleado por algunos de los pueblos amerindios para referirse a las tierras donde vivían, que los españoles tomaron por el nombre nativo de la isla y con que se conoció originalmente al actual territorio de Haití.
El nombre de Haití fue empleado para la colonia del Reino de Francia desde 1659 por sus habitantes, y por los españoles desde 1697 en que fuera reconocida por España. Desde 1795, en que por tratado se anexionaban los dos tercios orientales que constituían el resto de la isla, los franceses llamaron a la colonia Saint-Domingue, la traducción al francés del nombre español Santo Domingo en el tratado. Al declarar su independencia el 1 de enero de 1804, el nombre fue cambiado a Haití por Jean Jacques Dessalines, quien fuera el primer gobernante de Haití, al conquistar toda la isla y expulsar al gobierno francés. En realidad el gobernador francés quedó acantonado en la ciudad de Santo Domingo, hasta que la población se sublevó tras la batalla de Palo Hincado organizada por los terratenientes.
Estos hechos se produjeron poco después de la Revolución francesa en la metrópoli, y Toussaint-Louverture y después Dessalines y sus colaboradores tomaron diversas medidas, que en un principio fueron leales al gobierno francés, conquistando toda la isla para Francia, pero luego se proclamaron independientes y realizaron diversos actos revolucionarios, como quitar el blanco de la bandera francesa, como muestra de repudio a dicha dominación.
Cristóbal Colón había reclamado toda la isla «Española» (también conocida como isla de Santo Domingo o San Domingo), controlándola las autoridades españolas desde finales del siglo XV hasta el XVII.
La isla La Española de las Antillas Mayores fue descubierta por Cristóbal Colón el 5 de diciembre de 1492, quien la llamó así. Los pueblos amerindios arawak, caribes y taínos ocupaban la isla desde antes de la llegada de los españoles. Estos pueblos se fueron mezclando con los recién llegados y al presente al menos un 15% de la población de la isla tiene en su genoma antepasados amerindios, fenómeno que se reproduce en las otras islas de las Grandes Antillas. Jamaica, por ejemplo, tiene también un alto porcentaje de población afroamerindia.
Los taínos y los caribes, los grupos amerindios más comunes en la isla y mestizados entre sí, eran muy hábiles en agricultura, caza y pesca. Fabricaban trampas para animales, tallaban piedra y madera, amasaban el caucho, hacían cerámica y tejidos con palma o algodón; usaban el fuego y la sal para conservar alimentos; hacían canoas de diferentes tamaños (normalmente para 15-20 remeros, pero de 2 a 150 guerreros) que empleaban para la guerra y atacar y huir de isla en isla. Cazaban y guerreaban con flechas frecuentemente envenenadas. Los indios caribes fueron capaces incluso de expulsar a los españoles de muchas tierras del mar Caribe, como, por ejemplo, de la cercana isla de Santa Cruz.
A la llegada de los españoles estos grupos amerindios se mestizaron con ellos rápidamente, lo cual volvió a ocurrir con la llegada de los marineros de otras nacionalidades y los negros.
Los españoles tuvieron muchos conflictos con los grupos amerindios. Enriquillo, casado con la mestiza Mencía, nieta de Anacaona, fue uno de los caciques taínos que se rebeló contra los españoles. Comenzó su alzamiento con un gran grupo de taínos en la sierra de Bahoruco. Esta rebelión o guerrilla cubrió el período comprendido entre 1519 y 1533. Su padre resultó muerto en una redada española contra una protesta pacífica de indígenas en Jaragua. Guarocuya fue otro cabecilla rebelde amerindio, era sobrino de Anacaona, mujer rebelde que instigó otro levantamiento. Anacaona era hermana del cacique de Jaragua, Bohechío, quien también se opuso a los españoles y cuando Bohechío fue muerto, fue su sucesora siendo muerta junto con su corte. Anacaona estaba casada con Caonabo, quien fue un cacique que se rebeló en el reino de Maguana.
Los gobernadores ejecutaban indios en represalias. Además necesitando mano de obra, los colonos esclavizaban a muchos nativos, trayéndolos incluso de lugares lejanos y asesinándolos de manera ejemplar cuando no eran dóciles o no obedecían adecuadamente, para someter al resto por el miedo. Los colonos expulsaban a las poblaciones amerindias y se asentaban en sus tierras y los que no se marchaban, terminaban ejecutados por colonos que actuaban por su cuenta. La mayoría de europeos no tenían mujeres y robaban mujeres indias. Todo esto motivaba nuevamente a los nativos a rebelarse y a desconfiar de los gobiernos coloniales. Se iniciaban rebeliones que eran sometidas sangrientamente, con campañas feroces matando a todos los que podían, y los sobrevivientes refugiándose en las montañas. La población amerindia disminuía e inversamente su comunidad necesitaba más de recién llegados para sobrevivir. Muchos de los recién llegados eran negros huidos. Caciques que anteriormente los recibían para vendérselos luego a los españoles y otros, empezaron a aliarse con ellos.
Denominados marabous por los franceses y zambos por los españoles, el mestizaje cultural y físico entre negros y amerindios era muy común a juzgar por la frecuencia con la cual realizaban ataques conjuntos y era mal visto por los europeos, percepción que se transmitió y sobrevive actualmente arraigada en la población de varios países hispanoamericanos.
En La Española, cuando los españoles no podían controlar las rebeliones, firmaron tratados dando a grupos nativos, entre otras concesiones, el derecho a la libertad y la propiedad.
El tercio occidental era más insalubre para las personas y el ganado, al estar constituido por terrenos pantanosos y tener varias enfermedades endémicas como la "fiebre amarilla", siendo asimismo donde más rebeldes nativos y cimarrones hubo siempre, por lo cual no fue poblado apenas por los colonos españoles, estando en la práctica sin colonizar, lo que fue aprovechado por bucaneros franceses que lo denominaron «Grande Terre», asentándose allí a partir de 1625 desde sus poblaciones en la Isla de la Tortuga y comenzando después a extender nuevos asentamientos, granjas, etc. desde las porciones occidentales de la isla hacia el centro de la isla, provocando conflictos con los propietarios españoles de plantaciones y pastos, que daban lugar a escaramuzas. Unos y otros realizaban incursiones para obtener ganado y esclavos, quedando algunas parcelas como "tierra de nadie".
Hasta la conquista de la Jamaica española por los corsarios ingleses del almirante William Penn y el general Robert Venables en 1655, los españoles solo tenían un control permanente de la zona sureste de la isla, dejando un amplio sector del centro y el norte de la isla, regiones muy montañosas, como lugares donde podían asentarse africanos y taínos, esclavos en las plantaciones. Tanto en las plantaciones como en los pueblos aislados de fugados se produjo un fuerte mestizaje entre indígenas y africanos y también europeos.
En la isla «La Española» los principales grupos indios y más tarde negros optaron por aliarse a los franceses, al punto de ser considerados automáticamente enemigos por el gobierno inglés. Se producían numerosas fugas, y flotillas de canoas taínas y caribes transportaban bandas de cimarrones que atacaban las plantaciones nuevamente en 1656. En 1657 los esclavos de las islas continuaban rebelándose, esclavos angoleños masacraban a todos los blancos que encontraban.
Fue clave en la sociedad colonial francesa el aumento de las gens de couleur, muchos de ellos mulatos descendientes de los filibusteros, que prosperaron en las poblaciones marginales que eran relegadas a menudo. La mayor concentración de las gens de couleur estaba en la península del suroeste, debido a su distancia de las rutas marítimas del Atlántico y su difícil topografía, con las montañas más altas en el Caribe. En la parroquia de Jérémie, formaron la mayoría de la población.
Parte de la población francesa estaba constituida por esclavos negros huidos o sus descendientes, que procedían de las plantaciones de los españoles en la mitad oriental. Esta población, considerada como esclavos huidos y por tanto propiedad de las plantaciones, era protegida por las autoridades francesas, deseosas de contar con aliados y habitantes.
En este contexto, con parte de la isla colonizada por franceses que la ocupaban con plantaciones de esclavos, en virtud del Tratado de Basilea (22 de julio de 1795) tras la derrota sufrida por España en la metrópoli, se firmó la cesión de la colonia española de Santo Domingo a Francia, que desde agosto de 1791 tenía una gran rebelión de esclavos. La rebelión fue tan grave para Francia, que la anexión de los dos tercios de la isla en manos de españoles quedó en suspenso, al no poder hacerla efectiva por la necesidad de pacificar primero el tercio francés en mano de los rebeldes. Aunque en 1791 no era claro, resultó en realidad que se había iniciado la Revolución Haitiana, que culminó con la independencia de Haití en 1804 y el fin de la esclavitud 63 años antes que en EUA.
En el siglo XIX y principios del XX, autores franceses, americanos y británicos se refieren a menudo a «Saint-Domingue» (del francés) como «Santo Domingo» (en español), lo que dio lugar a la confusión con la antigua colonia española, llamada Santo Domingo en la época colonial anterior a la francesa y durante un periodo breve en 1808, por la ciudad de Santo Domingo, que es hoy la capital de la República Dominicana, de habla española.

## Colonización francesa

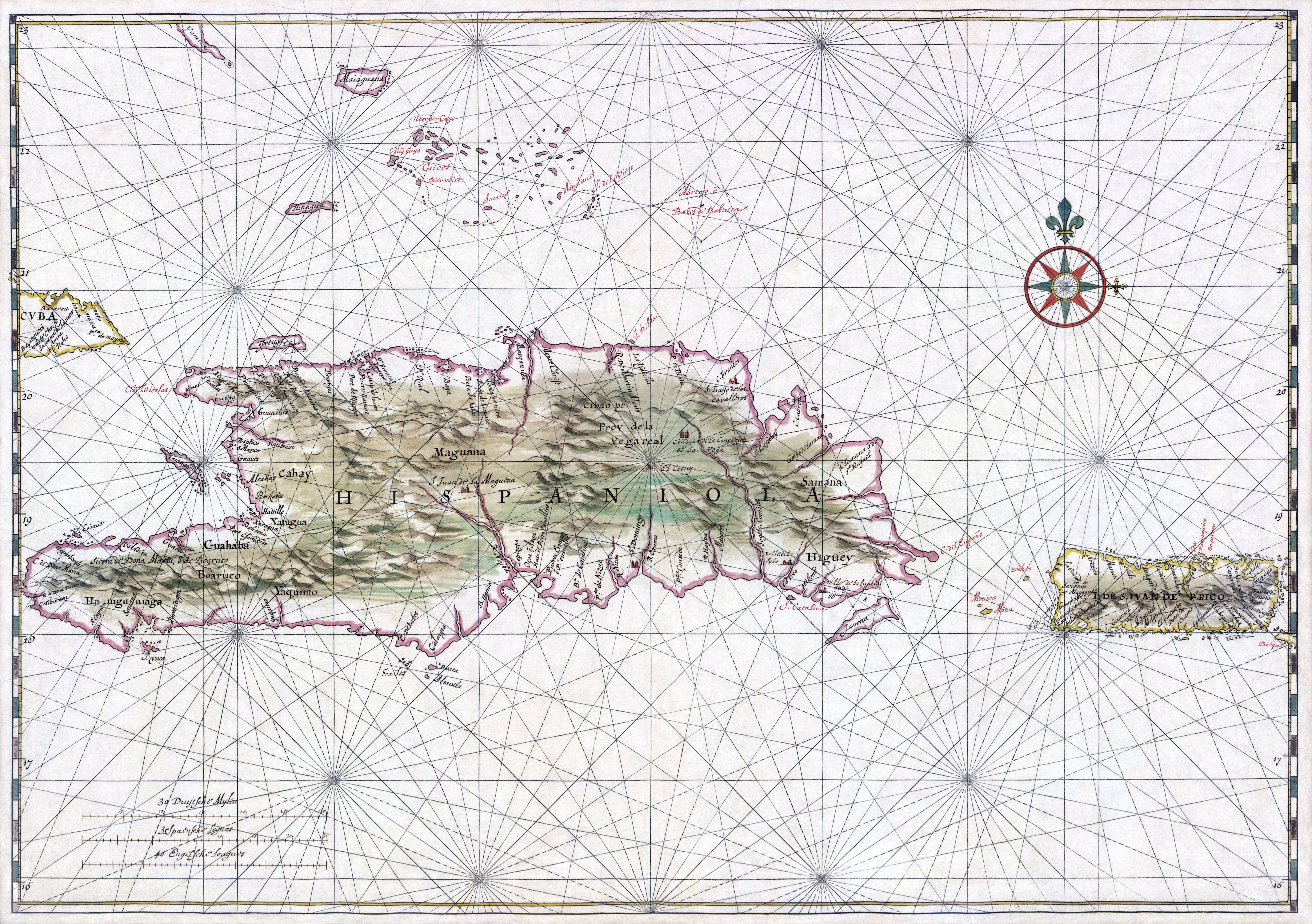
La Española, entre el extremo occidental de Cuba y la isla de Puerto Rico (hacia 1639).

Originalmente toda la isla formaba parte de la América española. Sus aborígenes intentaron liberarse de los españoles en varias ocasiones, algo muy frecuente en muchas otras colonias y que dio origen a comunidades independientes en zonas montañosas o inaccesibles de muchos lugares. El dominio español sobre la isla fue restablecido por el gobernador Nicolás de Ovando en 1503. Tras la masacre de la reina Anacaona y su corte en La Española por parte de los conquistadores españoles, los supervivientes amerindios taínos se refugiaron en la isla que llamaban Gonavo (isla de la Gonâve). Ovando fundó una colonia cerca de la costa sudoccidental, al oeste del lago salado conocido actualmente como Etang Saumâtre, a la que dio el nombre de «Santa María de la Paz Verdadera» y que sería abandonada varios años más tarde. Poco tiempo después, Ovando fundó «Santa María del Puerto», aunque sería quemada por los exploradores franceses en 1535 y nuevamente por los ingleses en 1592. Otros piratas o corsarios que frecuentemente asolaban las poblaciones caribeñas fueron portugueses, genoveses y holandeses.
Como habían hecho algunos amerindios, algunos descendientes de amerindios y esclavos negros huidos, conocidos como cimarrones, siguieron siendo independientes arrinconados en las zonas inaccesibles que solían ser las más insalubres.
Además de la piratería y los enfrentamientos con los cimarrones, otro problema al que se enfrentaba la Corona española, siempre falta de dinero, eran las actividades contra el monopolio comercial que España ejercía con las colonias.
Familias de colonos de diversas nacionalidades, especialmente franceses y británicos (escoceses, irlandeses, galeses...) con mujeres, se asentaron a partir de 1605 en la región noroccidental de la Española y se dedicaban a cazar, pescar y al cultivo para aprovisionar a los barcos que cruzaban el Caribe. Los cerdos salvajes asilvestrados que cazaban y cuya carne ahumaban y vendían a los barcos, era muy apreciada por su buena conservación. El uso del bucán, una parrilla con troncos verdes que empleaban para ahumarla, les dio el nombre de bucaneros.
Debido al contrabando imperante, el gobierno de Felipe III de España, por Real Cédula del 6 de agosto de 1603, había ordenado un acto ejemplar que sirviera de advertencia al resto de las villas ubicadas en otras grandes islas antillanas como Cuba y Puerto Rico, que igualmente contrabandeaban, burlando el monopolio español.
El gobierno colonial español consideraba contrabando las actividades de los colonos bucaneros, por lo cual los bucaneros fueron expulsados por los españoles de zonas como la Grand Terre y la isla de Gonâve, que estaban divididas en sociedades de indios, negros y europeos que vivían y trabajan juntos.
La isla Gonâve, por ejemplo, comenzó a atraer a los pescadores, la agricultura apareció, siendo a continuación utilizada como base para los piratas.
Obedeciendo la ordenanza del rey de España, el entonces gobernador Antonio Osorio y Villegas procedió en 1606 a devastar las villas portuarias no españolas de «Montecristi», «Puerto Plata», «La Yaguana», «Bayahá» y otras.
El no poder seguir con su comercio y su modo de vida y los ataques españoles provocaron que los colonos se unieran y se replegaran a la Isla de la Tortuga, al norte de la Española, optando por la piratería. Dichos ataques fueron demasiado costosos para la administración colonial española, decidiendo de esta forma abandonar la zona y trasladar las poblaciones españolas del norte y oeste de la isla.
A partir de 1625 y durante más de 50 años, la población independiente fue creciendo desde sus poblados en la Isla de la Tortuga y comenzó después a extender nuevos asentamientos desde las porciones occidentales de la isla de lo que hoy es Puerto Príncipe hacia el centro de la isla. Barcos piratas de muchas nacionalidades hacían escala y los comerciantes holandeses la frecuentaban en búsqueda de cuero que era abundante en esta parte insular. Los cimarrones, establecidos en grupos dispersos en esas áreas, llevaban una vida comunitaria colaborando más o menos normalmente en relaciones de amistad, económicas o comerciales con los piratas, corsarios y colonos para su defensa o prosperidad.
La isla Tortuga, cerca de la costa norte de la isla Santo Domingo, fue la base en las operaciones de saqueo de las islas del mar Caribe por la Cofradía de los Hermanos de la Costa, una asociación que se dividía en filibusteros, grupos embarcados que acechaban al transporte marítimo y se lanzaban al abordaje; bucaneros, normalmente franceses que se dedicaban a cazar reses alzadas, o a robarlas de las haciendas para secar los cueros y ahumar las carnes que vendían o cambiaban a los anteriores y habitantes, que eran los menos peligrosos debido a que se dedicaban al cultivo del campo. Dirigidos por François Levasseur, habían realizado un sistema de fortificaciones diseñado para mantener la isla Tortuga segura ante ataques por parte de otros países, como España o Inglaterra, y se habían puesto bajo el protectorado de Luis XIII de Francia.
En 1640, el enviado francés Le Vasseur tomó el control de la isla Tortuga. Al mando de numerosos soldados, expulsó a los representantes del gobierno de Inglaterra, lo cual fue un beneficio para los piratas, que encontraban facilidades para avituallarse de víveres y pólvora. En lugar de cargar con su botín durante varios meses de viaje, los aventureros podían dejarlo allí, y desde la isla no había más que una jornada hasta las desembocaduras de los ríos y los puertos de lo que hoy es Haití.
En 1652 saquearon San Juan de los Remedios en Cuba, y las autoridades españolas de Santo Domingo enviaron una expedición infructuosa contra sus bases. En 1660, Francia continuaba en La Tortuga, pasada la expedición de castigo. A partir de allí los franceses empezaron a colonizar la zona occidental de la isla de Santo Domingo. En 1697 el tratado de Ryswick formaliza la cesión de esa parte a Francia. La parte francesa tomó el nombre de Saint-Domingue. La primera capital fue Cap-Français ("cabeza francesa" o "cabo francés", actual Cap-Haïtien), puerto situado en el norte de la isla.
El 6 de junio de 1665, la Tortuga fue entregada a Bertrand d’Ogeron bajo el dominio francés. D’Ogeron había llevado vida de bucanero, tras lo cual, de 1662 a 1664, había contribuido al desarrollo de las Grandes Antillas asegurando el transporte de centenas de enrolados desde Nantes a Léogâne y Petit-Goâve. Sin embargo, los filibusteros gozaban ahora de una suerte de régimen anárquico que les dejaba libres de toda imposición y les permitía traficar a su gusto.

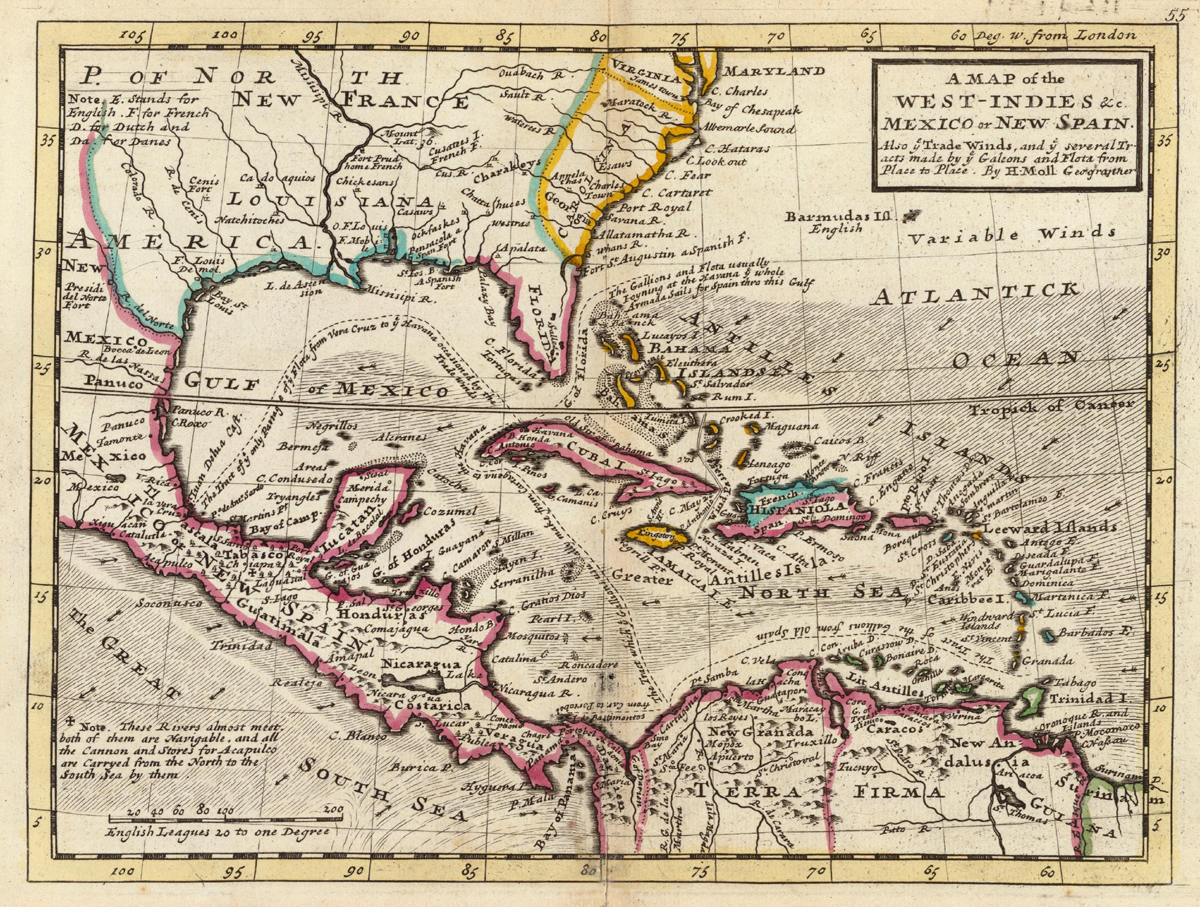
Mapa británico de América Central y Antillas o de las Indias Occidentales en 1730, con la isla La Española dividida entre Francia y España.

Los filibusteros franceses crearon un asentamiento en la pequeña Isla de la Tortuga en 1625, adyacente a la costa noroeste de La Española. Sobrevivieron a la piratería de naves españolas, alimentándose de animales silvestres y de los cerdos que criaban, y gracias a la venta de cueros a las naves mercantes de todas las naciones. A pesar de que el Imperio español destruía los asentamientos bucaneros cada vez que se establecían, en cada ocasión estos regresaban debido a la abundancia de recursos naturales: árboles de madera dura, cerdos salvajes, ganado y agua dulce. Hacia 1650, los piratas franceses comenzaron a llegar a la costa noroccidental de La Española desde aquella pequeña isla adyacente, fundando una colonia en «Trou-Bord» que, al crecer, instalaron un hospital no muy lejos de la costa (en la pedanía de Turgeau, en Puerto Príncipe). Esto condujo a que la región sea conocida como «Hôpital». La colonia de Tortuga fue establecida oficialmente en 1659 en virtud de la comisión del rey Luis XIV.
Entre los bucaneros se encontraba Bertrand d'Ogeron, quien jugó un papel importante en el establecimiento de Saint-Domingue. Fue capaz de obtener las primeras cosechas de tabaco, lo que permitió a su vez aumentar la población sedentaria, aunque un importante número de bucaneros y piratas no aceptaron pasivamente la autoridad real hasta 1660. D'Orgeron también atrajo a muchos colonos de Martinica y Guadalupe, al igual que Jean Roy, Jean Hebert y su familia, y Guillaume Barre y la suya, expulsados por la presión de la tierra que se generó por la ampliación de las viviendas con cultivos de azúcar. Pero en 1670, poco después de que Cabo Francés se hubiera fundado, la crisis del tabaco afectó al territorio y un gran número de lugares fueron abandonados. Las flotas de piratas crecieron. Los saqueos, como los de Veracruz en 1683 o Campeche en 1686, se hicieron cada vez más numerosos hasta que Jean-Baptiste Colbert, marqués de Seignelay, y en ese entonces ministro de Marina, puso un poco de orden mediante un gran número de medidas, entre las que destacaban la creación de plantaciones de añil y de caña de azúcar. El primer molino de azúcar fue construido en 1685.

## Cesión del tercio occidental de La Española e islas aledañas a Francia

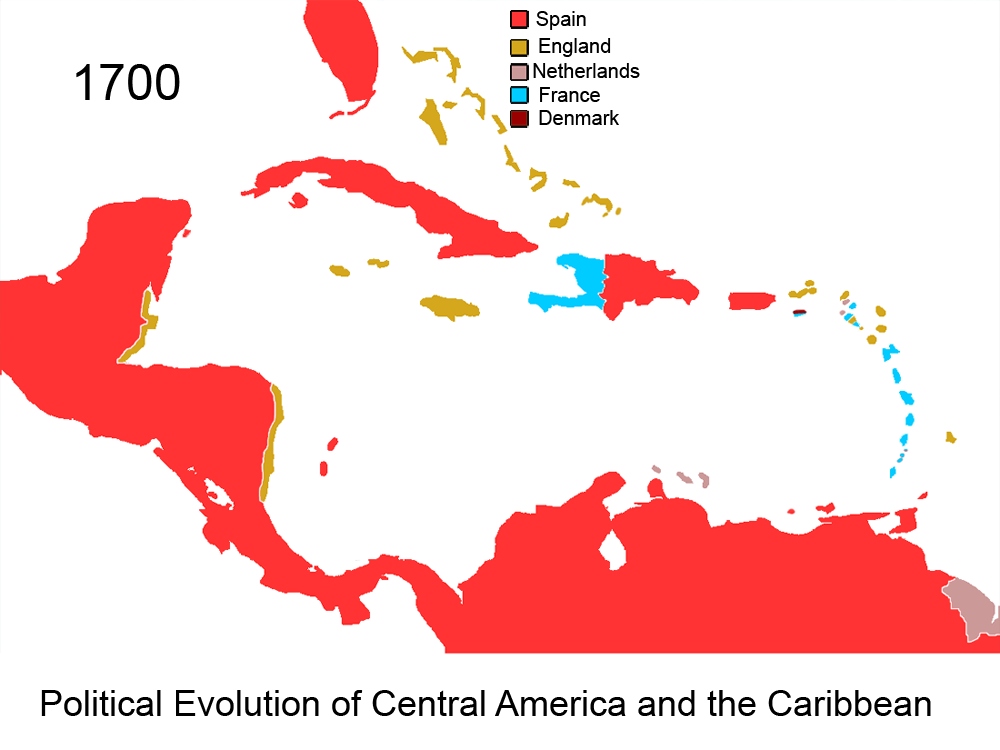
La isla Santo Domingo (en el centro, entre Cuba, Jamaica y Puerto Rico), el resto de las Antillas y el norte de Sudamérica en 1700.

En 1697, por el Tratado de Ryswick, España cedió oficialmente el tercio occidental de La Española a Francia.
En la época española y más tarde en la francesa, la isla La Española servía también como almacén de negros para los veleros en navegación hacia el resto de las colonias americanas.  Tanto en la isla La Española como en el resto de las islas del mar Caribe, las plantaciones y la esclavitud que conllevaban, necesitaban una abundante mano de obra hacia donde frecuentemente eran enviados los cargamentos de esclavos africanos. Sin embargo, también se tomaban esclavos de las poblaciones caribeñas en las continuas guerras entre las potencias coloniales. Varios países tenían corsarios y la piratería portuguesa y francesa eran las más temidas en las posesiones españolas, a las que se añadieron los filibusteros holandeses e ingleses.
En La Española, a raíz de la forma cruel en la que eran tratados, se sucedieron a lo largo de todo el periodo de esclavitud varias revueltas de esclavos que solían quemar las plantaciones donde estaban cautivos. Las autoridades y los propietarios de esclavos perseguían a los huidos, infringiéndoles graves e inhumanos castigos si los lograban capturar.
Miles de esclavos huidos, encontraron la libertad en las montañas, formando comunidades de cimarrones y asaltando las plantaciones aisladas. Después de una revuelta y un periodo de anarquía, Saint-Domingue tiene un autogobierno insular propio. Un consejo de caciques de entre los negros cimarrones que gobierna la isla y la administra, vinculándola tácitamente a Francia.
Los franceses fundaban en la zona norte de Saint-Domingue, dos poblaciones una llamada «Éster» (cerca del actual Petite-Rivière) de calles rectas, habitada por comerciantes donde vivía el gobernador, y la otra población llamada Gonaïves.
La primera presencia francesa de filibusteros en «Hôpital» (actual Puerto Príncipe), se convirtió en una verdadera ciudad francesa. Los corsarios franceses eran útiles rechazando a los ingleses que intentaban usurpar territorio francés, y actuaban de forma independiente ya que no recibían órdenes de la administración y por lo tanto, eran rivales para el gobierno colonial. En el invierno de 1707, el entonces gobernador francés Choiseul-Beaupré, intentó conseguir librarse de ellos. Finalmente los filibusteros cedieron y cerraron el hospital, cediendo su control al gobernador y la mayoría se estableció en la zona como granjeros, siendo los primeros habitantes europeos estables en la región, reforzando de esta forma a la administración colonial.
«Éster» terminó siendo abandonada luego de un gran incendio en 1711. No obstante, la región circundante de Petite-Rivière continuó creciendo. Tiempo después una ciudad nueva era fundada en el sur, llamada Léogâne.
Antes de la guerra de los Siete Años (1756-1763), la economía de Saint-Domingue se fue ampliando gradualmente gracias al cultivo del azúcar y, más tarde, al café con importantes excedentes para la exportación. Después de la guerra, que perturbó el comercio marítimo, la colonia experimentó una rápida expansión. En 1767, se exportaron 72 millones de libras de azúcar en bruto y 51 millones de libras de azúcar refinado, un millón de libras de añil y dos millones de libras de algodón. Saint-Domingue llegó a ser conocido como la Perla de las Antillas, siendo una de las más ricas colonias en el siglo XVIII del Imperio colonial francés. En el año 1780, Saint-Domingue produjo alrededor del 40 % de todo el azúcar y el 60 % del café que consumía Europa. Esta única colonia, aproximadamente del tamaño de Maryland o Bélgica, produjo más azúcar y café que todas las colonias del Reino Unido de Gran Bretaña y las Indias Occidentales juntas.
Las pequeñas Antillas en un principio despreciadas por los colonizadores blancos se habían convertido en dependencias prosperas y muy pobladas. Su principal valor era que constituían el patrimonio de influyentes hombres de negocios que vivían en sus metrópolis de las rentas de los cultivos tropicales.
Los británicos y los holandeses habían demostrado en sus colonias americanas y asiáticas, que las plantaciones con mano de obra esclava eran un negocio muy saneado que reportaba grandes ingresos en muy poco tiempo.
La mano de obra para estas plantaciones en Saint-Domingue fue proporcionada por unos 790 000 esclavos africanos (que representaban en 1783-1791 un tercio de todo el comercio de esclavos en el Atlántico), dado que las brutales condiciones de la esclavitud y las enfermedades tropicales, como la fiebre amarilla, impedían que la población blanca o amerindia experimentase un alto crecimiento a través del crecimiento natural. Entre 1764 y 1771, el promedio de importación de esclavos fue de 10 000 a 15 000 al año, en 1786 alrededor de 28 000 al año y desde 1787 en adelante, la colonia recibió más de 40 000 esclavos anuales. Sin embargo, la imposibilidad de mantener el número de esclavos sin reabastecimiento constante de África significa que la población de esclavos —que en 1789 era de 500 000— creció por encima de la población blanca que en ese mismo año era de solo 32 000. En todo este tiempo, la mayoría de los esclavos en la colonia eran de origen africano. La cultura africana siguió siendo fuerte entre los esclavos a finales del período francés, en particular, la religión vudú, que combinaba la liturgia católica y el ritual con las creencias y las prácticas de Guinea, Congo y Dahomey. Los comerciantes esclavistas capturaban sus víctimas de toda la costa atlántica de África, y los esclavos que llegaron venían de cientos de diferentes tribus; por eso sus lenguas eran a menudo innumerables. La mayoría procedían de la Costa de Oro y la Costa de los Esclavos, seguido por los bantúes de Congo y Angola.
Además, de la población negra se formaron unidades militares en las fuerzas francesas, tanto en el ejército como en la policía colonial y otras formaciones repartidas por las colonias caribeñas francesas. A muchos esclavos se les prometió la libertad si servían bajo el gobierno francés. Estas unidades llegaron a luchar en las guerras francesas fuera de la isla y una unidad formada totalmente por negros de Haití participó con las fuerzas francesas en la guerra de independencia americana.
Para regularizar la esclavitud, en 1685, Luis XIV promulgó el Código Negro (Code Noir) que otorgaba ciertos derechos humanos para los esclavos y las responsabilidades del capitán que estaba obligado a proporcionar alimentos y vestimentas para el bienestar general de sus esclavos. Dicho código también sancionaba los castigos corporales, aunque autorizaba a los capataces a aplicar métodos brutales para inculcar a sus esclavos la docilidad que fuera necesaria, haciendo caso omiso de disposiciones destinadas a regular la administración de castigos. Un pasaje del secretario personal de Henri Christophe, que vivió más de la mitad de su vida como esclavo, describe algunos crímenes perpetrados en el Saint-Domingue francés por los capataces para atemorizar a la población esclava.
Uno famoso fue el ajusticiamiento de Francisco Mackandal, un esclavo y houngan (líder espiritual) vudú originario de Guinea, que escapó en 1751 y unió a muchas de las diferentes bandas, pasando los siguientes seis años a realizar incursiones exitosas y eludiendo la captura de los franceses, mientras hacía una predicación en contra de la dominación blanca en Saint-Domingue. En 1758, después de su captura se le acusó de un fallido complot para envenenar el agua potable de las plantaciones de los hacendados y fue quemado vivo en la plaza pública en Cabo Francés.
Saint-Domingue también tuvo el mayor número de población de color "libre" en el Caribe, también conocidos en francés como las gens de couleur. El Real Censo de 1789 contó alrededor de 25 000 de esas personas.
Mientras que muchas personas de color "libres" eran descendientes de antiguos esclavos africanos (libertos), la mayoría de los miembros de este grupo social parecen no haber sido nunca propiamente esclavos, sino más bien indios o una mezcla de personas de ascendencia africana, europea o amerindia llamados en español: marabou, mulatos, mestizos, morenos, trigueños, cuarterones, etc. Ser descendiente de indios o negros era considerado una degradación, así aunque la mayoría de los antepasados de una persona fuesen blancos y su tez fuese sonrosada, al descendiente remotamente de otra raza, se le consideraba persona de color.
Normalmente, eran los descendientes de las mujeres esclavizadas o sirvientas que los colonos franceses llevaron como amantes, a través del plaçage, un tipo de derecho que regulaba el concubinato o barraganía con cuarteronas (quarteronnes o quadroons), hijas de europeo y mulata o mestiza, pero también se regulaba por plaçage la pareja de hecho entre blancos y mulatas o mestizas, y de blancos y negras o indias. En parroquias como Grand'Anse formaban la mayoría de la población.
Otros eran descendientes de los hacendados ricos. En las relaciones entre los hacendados con sus concubinas, muchas veces, estas eran beneficiadas por testamentos para heredar bienes considerables.
Como el número de gens de couleur fue creciendo, quedaron sujetos a una legislación discriminatoria. Los estatutos prohibían a las gens de couleur el acceso a determinadas profesiones, casarse con blancos (aunque no el amancebamiento), el uso de ropa de Europa, llevar espadas o armas de fuego en público, o asistir a funciones sociales, donde los blancos estuvieran presentes. Sin embargo, estas regulaciones no limitaban su compra de tierras, y muchas explotaciones de gens de couleur acumularon sustanciales riquezas y hasta se convirtieron en propietarias de esclavos. En 1789, los libertos eran dueños de una tercera parte de las plantaciones y una cuarta parte de los esclavos de Saint-Domingue. Fue clave para el aumento de las gens de couleur, las cada vez más numerosas plantaciones de café, que prosperaban en las laderas marginales de las parcelas que eran relegadas a menudo. La mayor concentración estaba en la península del sur, llamada El Tiburón, con las montañas más altas del Caribe.
Saint-Domingue era una importante colonia donde existía una infraestructura militar. Esta infraestructura se utilizó en el contexto del apoyo francés a la Guerra Revolucionaria Americana. André Rigaud y Henri Christophe entre otros, participaron en el "regimiento de voluntarios de los cazadores de Santo Domingo" para ir a ayudar a los insurgentes americanos en su Guerra de Independencia, por ejemplo en el asedio de Savannah.
En 1785 había muchos negros haitianos que tenían experiencia y formación militar enrolados en unidades militares, en la marina, en la policía y en otras formaciones administrativas coloniales francesas, como soldados, marineros, suboficiales y oficiales. Había además un considerable número de veteranos negros que habían combatido en Norteamérica con las fuerzas francesas en la última guerra entre Francia y Gran Bretaña en la guerra de independencia norteamericana.
También existían lazos con los dueños de las plantaciones de las colonias del sur de los futuros Estados Unidos, incluyendo a los de Nueva Francia. Antes de la guerra, estos lazos trataron de limitar la influencia de Nueva Inglaterra que estaba en contra de la esclavitud y a favor de la independencia. Sin embargo, en esta relación existió también el antagonismo de la Nueva Francia en Norteamérica y las Trece colonias británicas. La Luisiana (Nueva Francia) fue finalmente vendida en 1803 a los Estados Unidos por Francia y parte de su población francesa se repartió por las colonias, incluidas Saint-Domingue y las cercanas Martinica y Guadalupe.

## Consecuencias de la revolución francesa en Saint-Domingue

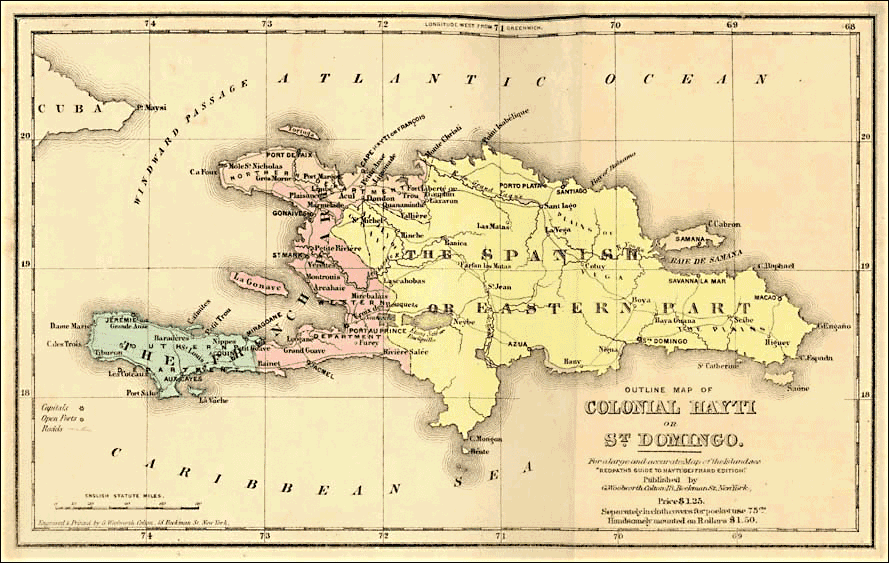
Mapa colonial de La Española, algunos años antes de su independencia.

En Francia, en 1788, en vísperas de la Revolución francesa, Brissot fundó la Sociedad de amigos de los negros, pero a pesar de los esfuerzos de sus más prominentes miembros, como el abad Grégoire o Condorcet, no puede obtener la abolición de la esclavitud con la Constitución.
Ante la situación de anarquía en París a partir de 1789, donde el poder real y el gobierno tenía difícil aplicar decisiones y el ejército se había colapsado en parte de su administración, Gran Bretaña y España vieron la oportunidad de repartirse las colonias francesas. En especial Gran Bretaña desde que en 1776, Francia se alinea junto a los rebeldes en la guerra de Independencia de las Colonias americanas, está motivada para resarcirse.  El gobierno de España que siempre había sido aliado de Francia, porque los navíos británicos y sus comerciantes eran una perpetua amenaza para el desarrollo del comercio español con Hispanoamérica y la familia real francesa y española estaban emparentadas, pasó a ser enemigo del gobierno francés revolucionario que había ejecutado al rey y subvertía el orden absolutista de gobierno.
El 14 de agosto de 1791 aconteció un suceso clave para la historia de la isla, ya que se producía en Bois-Cayman una ceremonia de Dutty Boukman, el Houngan o líder espiritual vudú procedente de la Jamaica británica, siendo esto el punto de partida de un gran cambio de actitud que provocó días después, en la noche del 22 de agosto, una gran rebelión de esclavos iniciando así la Revolución Haitiana. Dutty Boukman, y un gran número de esclavos se juramentaron para librarse de la esclavitud, alcanzando rápidamente la cifra de 40 000 ex esclavos. El grupo formó un consejo o plana mayor que deliberaba las decisiones y coordinaba a los distintos grupos rebeldes.
Varios líderes negros comandaron ejércitos de voluntarios negros, George Biassou un ex esclavo en aquel momento de cincuenta años, era uno de ellos y pasó a asumir rápidamente la plana mayor de la jefatura rebelde junto al también líder negro Jean Francois, uno de los jefes más importantes. El largo proceso emancipador tuvo finalmente como protagonista principal al esclavo negro François Dominique Toussaint-Louverture. Su verdadero nombre era Toussaint de Breda. Nacido en Cabo Francés, era un esclavo liberto en la plantación de Breda, cuando en 1791 se unió a la rebelión de esclavos capitaneada por Boukman en la parte francesa de La Española.
En noviembre de 1791, continuaba la sublevación pero ya con decenas de miles de afroamericanos.
Al morir el jefe rebelde Dutty Boukman, Toussaint-Louverture  se convirtió en uno de los caudillos del movimiento insurgente.
Solo el 4 de febrero de 1794 la Convención francesa suprime la esclavitud. Pero esta medida no se aplica, ni mucho menos, en todas las posesiones francesas de la época.
En la Martinica con grandes plantaciones en la isla fue siempre letra muerta, debido a que un grupo de colonos franceses monárquicos bajo la dirección de Paul-Louis Dubuc, tuvo un pacto con los británicos que ocuparon la isla desde 1794 hasta 1802.
Gran Bretaña envió en 1794 una poderosa expedición cuyo número exacto de tropas es incierto pero que puede haber estado en varias decenas de miles que ocupó Port-au-Prince y otros puntos costeros. El gobierno británico, partidario de la esclavitud y del sistema de plantaciones, fue llamado por los señores esclavistas para asegurarse la continuidad de sus negocios, y el comandante británico Thomas Maitland y sus quince mil hombres contaron con el respaldo de los caciques blancos y sus ejércitos privados.
España, por su parte, intentó ganarse el favor de los esclavos prometiendo la abolición de la esclavitud, y atacó la colonia francesa desde su parte de la isla. Los principales dirigentes negros de la rebelión de esclavos pasan a luchar en favor de España con sus tropas. Louverture recluta un ejército negro de las poblaciones del lado español.
En 1793 Toussaint-Louverture dirigió el levantamiento contra el colonialismo francés, aprovechó el conflicto entre Francia, y sus enemigos: Gran Bretaña y España (la revolución francesa) para pasar al sector hispano de la isla, donde con la aquiescencia de las autoridades españolas, reclutó y mandó un ejército con el que combatió a los franceses, implementando una política de tierra quemada.
La isla La Española estaba invadida por la Marina británica y por las tropas españolas a las que se habían unido numerosos monárquicos franceses blancos. Las fuerzas francesas republicanas son derrotadas en las ciudades costeras por los barcos británicos y en gran parte del interior por las tropas del ejército español.
Después de la derrota francesa a manos de Toussaint-Louverture, este líder negro se convirtió en partidario de Francia y llegó a un acuerdo con el gobierno francés, siendo proclamado gobernador vitalicio de la isla por Francia.
El imperio español estaba sometido a los vaivenes de la metrópoli, siempre falto de dinero y con resultados desiguales.
Por un acuerdo entre el Reino de España y la Primera República Francesa del 22 de julio de 1795, sellado en el Tratado de Basilea, la parte oriental de la isla, pasó a Francia, que así quedó dueña absoluta de toda la isla en lo que se conoce como Era de Francia.
Toussaint-Louverture rechazó el intento de invasión británica de 1798 que intentaba acabar con el dominio francés republicano y mantener la esclavitud. Contando con el respaldo de los caciques negros como Christophe y los líderes mulatos como André Rigaud y Pétion, Toussaint-Louverture expulsa a los británicos y a los españoles en 1798 y 1799.

## Cesión de la parte restante de La Española a Francia

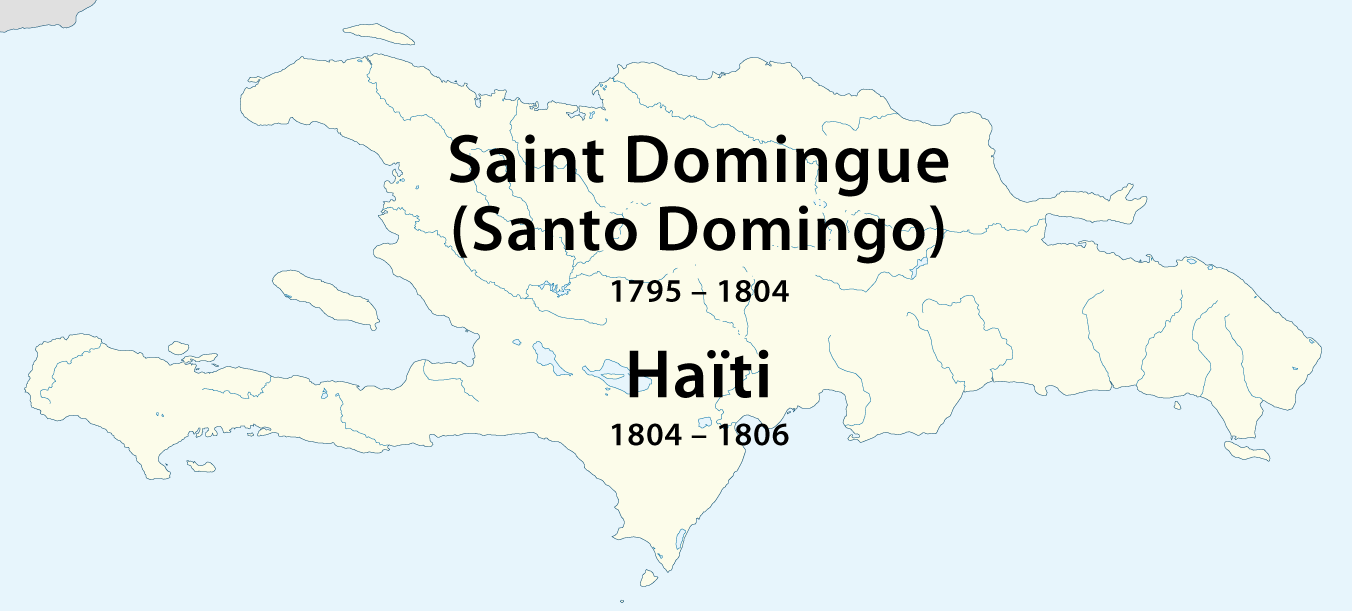
Unificación insular bajo la bandera francesa (1795).

El 27 de abril del 1800 cumpliendo órdenes del Comisario francés Roume de St. Laurent, Toussaint pone en ejecución el Tratado de Basilea en el cual España cede la parte oriental de la isla de Santo Domingo a Francia desde 1795.
Para el 26 de enero de 1801, Toussaint-Loverture llega junto a sus tropas a la ciudad de Santo Domingo.
Con el consentimiento de Francia, el 27 de enero de 1801, el general de origen haitiano del ejército francés, Toussaint-Louverture tomó posesión del mando de toda la isla, como gobernador vitalicio.
Una de sus primeras medidas fue abolir formalmente la esclavitud en nombre de la República Francesa, aunque también cerró la universidad. Aplicó un sistema de producción que, si bien propició la reactivación económica, provocó un descontento que dio paso a diversas insurrecciones que fueron brutalmente reprimidas y produjeron importantes emigraciones.
Los criollos de origen español y francés a la llegada de las tropas de Louverture, sintiendo que Francia los había abandonado en manos de sus antiguos esclavos realizaron un éxodo colectivo. Los criollos españoles fueron al continente, Cuba y Puerto Rico, lo que contribuyó a la prosperidad de esas colonias. Los criollos franceses hicieron lo mismo, estableciéndose en las islas francesas, Cuba y Puerto Rico. Napoleón estaba decepcionado con la situación, deseaba restablecer el dominio de los colonos franceses con sus plantaciones de esclavos, para recuperar la industria azucarera que había caído en bancarrota después de la proclamación de la abolición de la esclavitud por Toussaint-Louverture.
El por aquel entonces primer cónsul de Francia, Napoleón, deseoso de restaurar la esclavitud en el imperio francés con la Ley del 20 de mayo de 1802, y volver a la sociedad anterior a 1789, retira la ciudadanía francesa a casi todos los ciudadanos "de color libres" y la restringe a los blancos (Orden de 17 de julio de 1802). Además, en el caso concreto de Sant Domingue, los poderes otorgados a Toussaint dieron lugar a una política de autonomía, con la constitución de 12 de julio de 1801, que no era deseada.
Poco después, Napoleón envió un ejército que durante unos meses sometió toda la isla y la gobernó.
En enero de 1802 arribó a Samaná una expedición naval formada por tres escuadras reconquistadoras francesas con 16 000 hombres bajo el mando del general Leclerc, cuñado del emperador Napoleón, con el vizconde Rochambeau como lugarteniente y varias compañías algunas formadas por tropas de color, mestizos y mulatos bajo el mando de oficiales mulatos franceses.
La misión del general francés Leclerc fue fácil en la parte oriental de la isla (de habla española, la actual era república Dominicana), los habitantes blancos se apresuraron a ayudar al desalojo de las fuerzas de Toussaint Louverture.
Louverture derrotó las tropas francesas en varias batallas pero no definitivamente, los generales haitianos Dessalines (líder negro) y Rigaud (líder mulato) se habían aliado con los franceses del general Leclerc y derrotaron a su vez a Toussaint. Ante la situación de estancamiento, Leclerc negoció con Toussaint ofreciéndole un espléndido retiro. Más tarde celebró una recepción para Toussaint en la cual le hizo prisionero el 7 de junio de 1802 y le envía a Francia junto a su familia.
En Francia se le encerró en el Fuerte de Joux, falleciendo el 7 de abril del año siguiente, por no recibir asistencia médica luego de haber caído enfermo.
En 1802, el general Antoine Richepanse restableció la esclavitud en la isla antillana francesa de Guadalupe por orden de Napoleón Bonaparte y reprimió la sublevación de Louis Delgrès.
Luego de la captura de Louverture, la esclavitud fue restablecida también en la Española y muchos de los colonos blancos propietarios de plantaciones regresaron. Se renovó un período de gran bonanza económica en la colonia, estableciendo una relación de entendimiento entre los criollos españoles, los colonos franceses blancos y los mulatos, donde el gobernador de la isla, el general francés Jean-Louis Ferrand se cuidó de no dañar el orgullo de los colonos hispanos blancos, acatando el decreto napoleónico de 1803. En el mismo ordenaba respetar las costumbres españolas de los criollos, entre ellas la institución de la esclavitud que era la fuente de su riqueza y sus organismos jurídicos.
En este periodo, los nuevos inmigrantes franceses blancos tan solo, eran ya unos veinte o veintidós mil y compraban terrenos en Cuba para establecer nuevas plantaciones. Esta armonía fue quebrada cuando Ferrand prohibió el trato comercial con los haitianos, especialmente de ganado y madera.
Después del éxito inicial de Leclerc y la captura y deportación de Toussaint, la oposición de los haitianos negros y sus tropas indígenas encabezada por los oficiales de Toussaint condujo a dos años más de guerra.
En la noche del 13 de octubre de 1803, el militar mulato Alexandre Pétion, hijo de un rico hacendado y una mujer de color, llega desde Guadalupe al mando de 550 hombres y consigue hacerse con el fuerte de Haut du Cap, desarmando a sus soldados y salvando a catorce cañoneros de ser degollados por sus hombres, formando entonces el "Ejército de los Independientes". Los generales Clervaux, Nicolás Geffrard y Henri Christophe no tardarían en unirse a Pétion quien cede a Christophe el mando de la insurrección. Jean Jacques Dessalines sería el último en unirse a los insurgentes y en el curso del congreso de L'Arcahaye del 15 al 18 de mayo de 1803, Dessalines obtiene el mando. Desde ese momento las bandas que merodeaban por los campos tuvieron líderes, contribuyendo a que mulatos y negros se levantaran nuevamente en contra de los franceses. La población de la colonia se estimaba en 550 000 personas de las cuales alrededor de 42 000 eran blancas.
Uno de los motivos por el cual desertaron los oficiales de color fue que después que  la Primera República francesa abolió la esclavitud en 1794, la esclavitud había sido aprobada de nuevo, pero además la política de sangre, inaugurada por el general francés Leclerc, hizo desconfiar a los oficiales haitianos de color, y les hizo pensar que su vida podía peligrar junto a los franceses blancos de la metrópoli. La guerra se recrudeció ya que el general Leclerc como muchas de las tropas blancas enfermó de fiebre amarilla y murió, tomando el mando Rochambeau, que fue más despiadado aún que su antecesor.
Rochambeau creyendo que con el miedo podía conseguir la rendición de los revoltosos, enterró a 500 prisioneros vivos, lo que fue motivo para que Dessalines sacrificara a 500 prisioneros blancos colgándolos.
Rigaud, Pétion y otros militares mulatos regresados en 1802 con la expedición del general Charles Leclerc, como oficiales del ejército francés, acabaron desertando del ejército francés y pasándose a los rebeldes.
Al final Jean-Jacques Dessalines llevó al nuevo estado libre de Saint-Domingue a la victoria y la independencia, declarando el nuevo nombre de la nación como Haití.

### Toussaint Louverture
El sistema esclavista engendró problemas que acabaron, en 1791, con la revuelta de los negros, conducida por el general haitiano Toussaint-Louverture.
Toussaint Louverture, líder negro que desde 1791 había luchado contra Francia ayudado por España, el 5 de mayo de 1794 influenciado por los comisarios y el gobernador-general Étienne Laveaux, se inclina al bando francés. Gracias a la revolución francesa, los insurgentes obtuvieron satisfacción. Un decreto de la Convención abolió la esclavitud en 1794. Toussaint-Louverture se alió entonces al gobierno francés.
El ejército que estaba a su mando, en el que había soldados negros, mulatos e incluso algunos blancos, atacó a sus antiguos aliados y les arrebató una decena de ciudades. En un año, y gracias a su hábil manejo de la situación, rechazó a los españoles hasta la frontera oriental de la isla y consiguió derrotar a sus antiguos jefes, que habían permanecido leales a España. En marzo de 1796, salvó a Laveaux, en peligro después que tras una rebelión de mulatos en Cap-Français, los brutales castigos que ordenó le causaron problemas más graves para controlar a la población.
Sin embargo la lucha contra los británicos resultó más complicada. Toussaint no pudo echarlos ni del Norte ni del Oeste. En el Sur, el general mulato André Rigaud lograba contenerlos, pero no era capaz de rechazarlos.
El regreso de Sonthonax como comisario civil en mayo de 1796 hizo planear sombras a las ambiciones de Toussaint Louverture de convertirse en el único dirigente. Consiguió que Lavaux y Sonthonax fueran elegidos en septiembre de 1796 diputados ante el Directorio para que de ese modo volvieran a la metrópoli: el primero en octubre, el segundo en agosto de 1797. Pero para tranquilizar a Francia, Toussaint envió a sus dos hijos a estudiar a París.
Gracias a las armas llegadas con la comisión de 1796, Louverture contaba con un ejército de 51 000 soldados, entre ellos 3000 blancos. Reemprendió la lucha contra los británicos y tuvo diversas victorias, aunque ninguna de ellas fue decisiva. Cansados por esa resistencia, luego de fuertes bajas debido tanto a las luchas como a las enfermedades, ante la amenaza de un contraataque de Toussaint en Jamaica y con poco que ganar en esa guerra, el gobierno británico decidió negociar. Louverture consiguió apartar de las negociaciones al último comisario civil Julien Raimond y al último general en jefe Hédouville, llegado en marzo de 1798. Para deshacerse de Hédouville, Louverture alertó a los negros del Norte, que el 16 de octubre de 1798 se rebelaron contra el general, que había ordenado el desarme de los negros, lo que obligó a Hédouville a reembarcarse precipitadamente hacia Francia junto a numerosos blancos. El 31 de agosto de 1798, las tropas británicas dejaban la isla de La Española.
Una vez libre de los controles franceses, Toussaint se volvió contra el jefe de los mulatos, Rigaud. Louverture, secundado por los generales Jean-Jacques Dessalines y Henri Christophe, aprovechó un incidente y provocó a Rigaud, con lo que Rigaud inició las hostilidades en junio de 1799 dando comienzo a la Guerra de los Cuchillos. Desde noviembre la facción mulata se encontraba acorralada en el puerto estratégicamente importante de Jacmel, en la costa meridional. Alexandre Sábes, llamado Pétion, encabeza la defensa, y Jean Jacques Dessalines dirige el asalto. La caída de Jacmel en marzo de 1800 pone fin a la revuelta y Rigaud y Pétion, junto con otros dirigentes de color, se exilia a Francia. Toussaint derrotó a las tropas de su enemigo tras una sangrienta guerra.
En enero de 1801 ocupa la parte española de la isla que en 1795 había sido cedida a Francia por el Tratado de Basilea y la anexa, liberando a los esclavos. El 9 de mayo de 1801, hace pública su intención de establecer en Haití una república negra, propone un Proyecto de Constitución por la cual la colonia, proclamada parte integral de Francia, tendría un gobierno que gozaría de una enorme autonomía. En el proyecto se propone así mismo para el cargo de gobernador vitalicio.
Deseoso de restablecer la economía del país, Louverture había publicado el 12 de octubre de 1800 un reglamento de cultivos que obligaba a los negros a trabajos forzados en las plantaciones, por el que hubo bastante descontento. A finales de octubre los grupos negros del Norte se rebelaron y llegaron incluso a degollar a algunos blancos. En pocos días, Toussaint dispersó a los rebeldes y ordenó fusilar a 13 cabecillas, entre los que estaba su propio sobrino, el general Moise. Para conseguir el apoyo de los plantadores blancos volvió a llamar a los huidos y decretó que el catolicismo pasara a ser la religión oficial.
Con estos hechos desplazó a sus adversarios internos y a las autoridades francesas, aunque nunca proclamó la independencia.
La Constitución es rechazada por Napoleón quien decide enviar una fuerte expedición militar a reconquistar la isla además de restablecer la esclavitud.
El general de brigada Charles-Victor-Emmanuel Leclerc, hizo arribo a Haití logrando en un primer momento el acatamiento de su mando, bajo falsas promesas de no reinstaurar la esclavitud y de respetar los grados militares de los franceses de origen colonial. En esta expedición regresaban Rigaud y Pétion, los líderes mulatos expulsados por Louverture.
Pero Louverture, con parte de sus tropas se replegó hacia posiciones más seguras. Había firmado un pacto de amistad con el Reino Unido y esperaba además a ver las decisiones del general Leclerc, quien le dio garantías, espléndidos honores y le propuso negociaciones. El 2 de mayo de 1802, Toussaint a su vez ofreció su capitulación a cambio de quedar libre y de que sus tropas se integraran en el Ejército francés.
Prontamente las falsas promesas del gobierno metropolitano francés fueron desenmascaradas con la captura mediante engaños de Louverture el 7 de junio, quien se había retirado a una hacienda y al llegar noticias de la reinstauración de la esclavitud en otras colonias como la isla de Guadalupe. Este intento de privar a los haitianos de su líder resultó en un gran fracaso porque los militares haitianos, avezados en las luchas contra británicos y españoles, intuyeron que seguirían la misma suerte y se rebelaron.
El arresto de Toussaint y su envío a Francia (Fort de Joug) dónde muere encarcelado bajo duras condiciones, seguido de una orden de desarme general de la población, exaltó la indignación, y Charles Belair se proclamó general en jefe de los negros rebeldes. El general Dessalines, ahora en el bando francés, obtuvo autorización de Leclerc para combatirlo, y lo apresó en una emboscada. Juzgado ante un Consejo de guerra, Belair fue fusilado.

## Fin de la colonia francesa de La Española

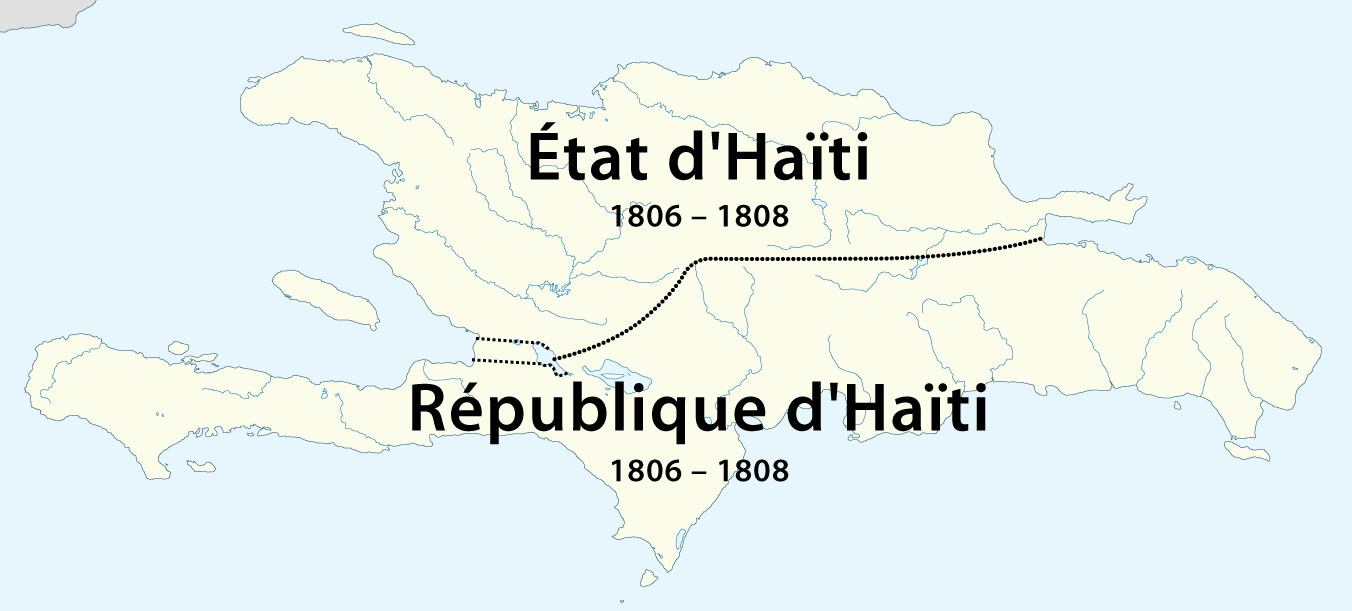
División nominal de La Española entre 1806-1808, donde el Reino del norte de Haití y la República del sur de Haití, se repartían el este insular en poder francés o colonia de Saint-Domingue oriental.

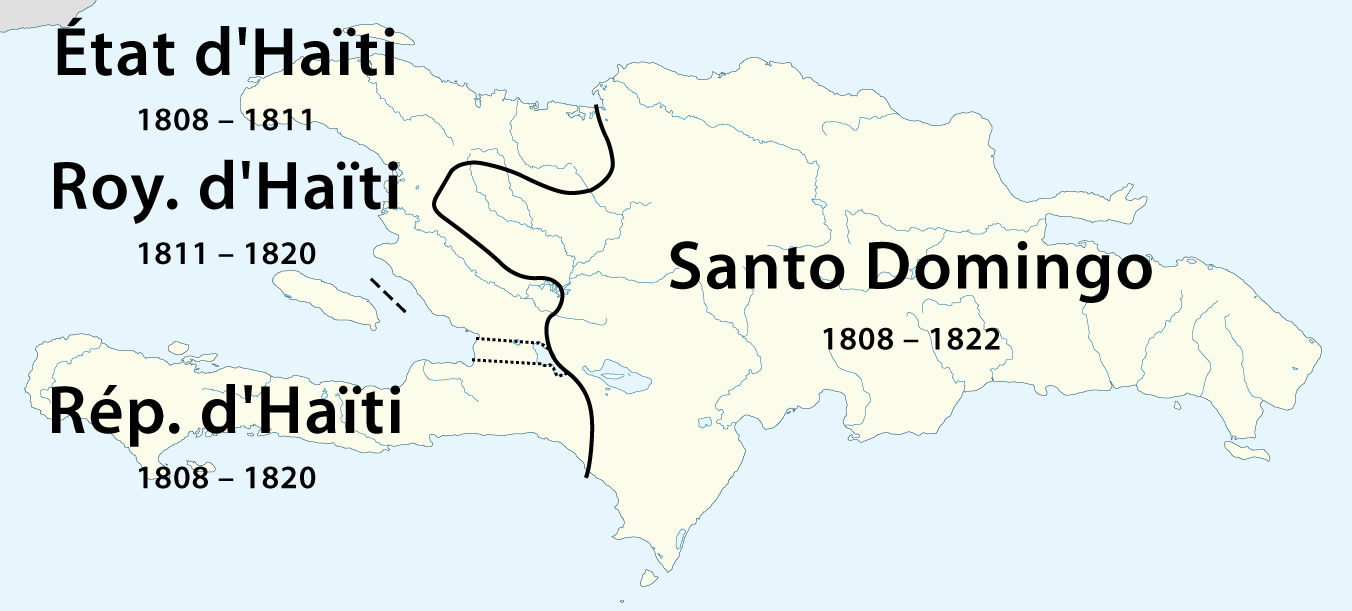
División de La Española entre 1808 - 1822, donde la zona oriental devastada vuelve a ser nominalmente española, aunque en la realidad es tierra de nadie.

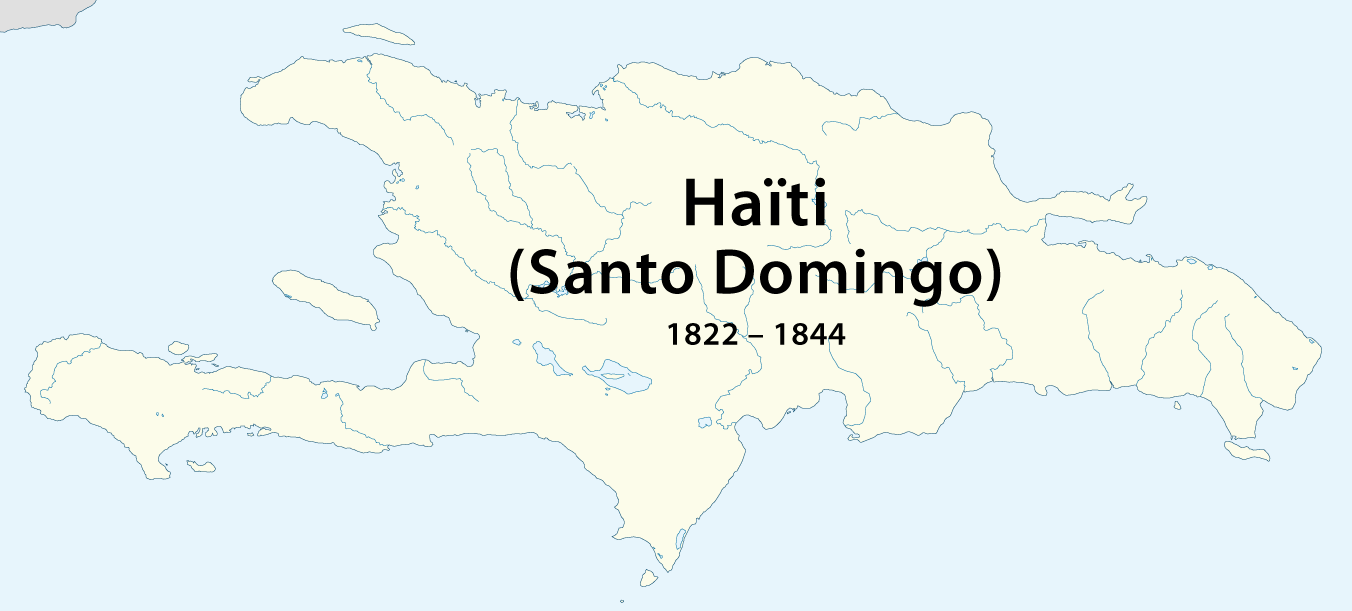
Haití reunificado por los rebeldes negros tras el intento de secesión de los dueños de las plantaciones y su intento de restaurar la esclavitud, privando de ciudadanía a la población no blanca.

La lucha por la independencia en Haití se desarrolló en varias etapas. En la primera, los grandes terratenientes, los esclavos, los comerciantes y los blancos pobres se solidarizaron con el movimiento revolucionario que había estallado en la metrópoli, la revolución francesa, y formaron una asamblea local, que reivindicaba el fin del pacto colonial. En una segunda etapa, los mulatos libres comenzaron a apoyar la revolución francesa que ocurría en París, creyendo que con eso obtendrían de los blancos residentes en la colonia la plena igualdad de derechos para los hombres libres, independientemente del color. En 1790 los plantadores blancos reprimieron las reivindicaciones de los libertos (negros, mulatos y mestizos). Y estos no tuvieron otra alternativa que aliarse a los sublevados.
Dessalines, venció definitivamente a las tropas francesas en la batalla de Vertieres, el 18 de noviembre. Declarando el 1 de enero de 1804 la independencia de la república de Haití.
En la parte occidental de habla francesa de la isla, actual Haití, las tropas francesas a pesar de los refuerzos no habían tenido éxito. El general Leclerc halló la muerte en la contienda, y sus generales, oficiales, tropas y marinos, excepto algunos que lograron huir a Cuba el 4 de diciembre desde Môle-Saint-Nicolas, perecieron.
Dessalines puesto al mando de las tropas francesas del sur de Saint-Domingue, luego que Toussaint fuera detenido y enviado a Francia, con la llegada de noticias del restablecimiento de la esclavitud en otras colonias francesas, organiza en octubre de 1802 un amotinamiento contra las fuerzas francesas a las que vence en la batalla de Vertieres en 1803 y los expulsa de la isla.
En su gobierno intentó restablecer la economía de las plantaciones mediante un sistema de trabajo forzoso. Es traicionado y asesinado en 1806 por sus colaboradores, Alexandre Pétion y Henri Christophe, quienes se dividen el país. Este golpe de Estado fue promovido por sectores acomodados, que previamente le habían apoyado, a causa de haber promulgado una ley de reforma agraria con características revolucionarias.
De esta forma la isla de Santo Domingo con el nombre de Haití se transformó en la segunda nación americana en independizarse, después de los Estados Unidos, y considerándose la primera república negra del mundo y una de las pocas rebeliones de esclavos, terminada exitosamente.
Esta catástrofe para Francia, supuso la muerte de más de 25 000 hombres del ejército francés. Fue debida tanto a las enfermedades, como a las derrotas en los enfrentamientos contra los rebeldes haitianos.
Siguiendo los pasos de Napoleón, Dessalines se proclamó emperador de Haití, bajo el nombre de Jacques I siendo coronado por el arzobispo Corneille Brelle, el 20 de septiembre de 1804, abarcando nominalmente toda la isla.
En 1805, Dessalines, tras coronarse emperador, invadió la parte oriental bajo soberanía francesa con un ejército de 25 000 hombres
Dessalines ordenó al general Henri Christophe que enviara una comisión a los habitantes del este para que permitiesen el paso de su ejército de 25 000 hombres hacia la ciudad de Santo Domingo. El propio Dessalines encabezaría otro por el sur.
En las poblaciones existían fuerzas armadas de carácter de cuerpo auxiliar del orden público en el ámbito rural, destinadas a proteger los dominios de los grandes propietarios.
Alrededor de doscientos vecinos de Santiago, mandados por Reinoso del Orbe, decidieron luchar contra las tropas de Christophe, pero la ciudad cayó en sus manos, fue quemada y los prisioneros degollados. El gobernador francés Jean-Louis Ferrand se aprestó a defender su plaza en la ciudad de Santo Domingo. El 8 de marzo de 1805, Dessalines puso sitio a esta ciudad. El asedio duró tres semanas, en cuyo transcurso una escuadra naval francesa que navegaba por el Caribe llegó a la ciudad.  Viendo que dos fragatas continuaban hacia el oeste, Dessalines creyó que se dirigían a  Cap-Français y levantó el asedio para ir a defender el oeste del posible desembarco. Durante su retirada a través del Cibao, el ejército de Haití saqueó e incendió las poblaciones de Santiago de los Caballeros y Moca, Monte Plata, Cotuí y Concepción de La Vega,  matando y pasando a cuchillo a la mayoría de sus vecinos.
Al proclamarse emperador Dessalines es traicionado y asesinado el 17 de octubre de 1806 por su rival político Henri Christophe, quedando de este modo las fuerzas del ejército haitiano y el país divididos en dos, con los ejércitos haitianos de Alexandre Pétion (Anne Alexandre Sabès) y Christophe ubicados en sus respectivos feudos y la captura de la ciudad de Santo Domingo, en suspenso.
Pétion quedó confinado al sur del país y se transformó en el presidente de una república democrática, sucediéndole en el cargo Jean-Pierre Boyer.
La división del país se debió a la fractura social existente entre los haitianos. Desde un principio, el bando haitiano había estado constituido por bandas lideradas por mulatos y bandas lideradas por negros. Ambos grupos tomaban las decisiones por separado, teniendo frecuentemente como mando supremo un líder negro como Louverture o Dessalines al ser el grupo social rebelde más numeroso en la isla y desconfiar los mismos de los mulatos, grupo más vinculado a los amos blancos y en muchos casos ellos mismos propietarios de esclavos o influyentes miembros del ejército francés educados en Francia. Así André Rigaud, mulato, era el líder de las gentes de color libres del sur, que se adhirió a François Dominique Toussaint-Louverture, el líder general de los esclavos del Norte, durante la Guerra de los Cuchillos que empezó en junio de 1799. En noviembre de 1799 la facción mulata, con Pétion encabezando la defensa es derrotada por el líder negro Jean Jacques Dessalines que dirige el asalto. En marzo de 1800 se pone fin a la revuelta y Pétion, junto con otros dirigentes de color, se exilia a Francia. Tiempo después, considerando que la isla ya ha sido tomada, Christophe, uno de los líderes negros se declara rey y asesinando a Dessalines se posesiona de una parte del país: el norte, lugar de respaldo principal a las insurgencias en toda la historia de levantamientos negros de Santo Domingo.
Una parte de los líderes haitianos se agrupan en torno a la figura de Pétion.
Christophe será combatido por Pétion sin éxito, por tener las mismas pretensiones imperialistas que había reprochado a su predecesor Dessalines.
Christophe en el norte del país, gobernó inicialmente el Estado de Haití y luego transformándose en rey, el Reino de Haití, Christophe gobernó dictatorialmente sometiendo a su pueblo duramente, para construir la ciudadela de Laférrière y el Palacio de Sanssouci.
El reino de Haití de Christophe sería unificado a la República de Haití del sur, tras una guerra que duró unos diez años y que ganó Jean-Pierre Boyer, sucesor de Pétion, que logró reunificar las dos partes de la isla de nuevo en 1822.
En un principio la isla estaba repartida entre Francia y el Imperio de Haití, el ejército francés había ocupado la isla sin conseguir reducir a los rebeldes haitianos, y finalmente las fuerzas coloniales francesas habían sido derrotadas en tierra quedando confinadas tras las murallas de la capital Santo Domingo, pero la situación se tornó aún más compleja cuando a principios de 1808, el Imperio Napoleónico invadió el Reino de España para ocupar Portugal, aliado del Reino Unido y entró en guerra con España. Las alianzas entre los países europeos cambiaron y esto resultó en cambios también en las colonias de los países europeos.
Las fuerzas haitianas, aunque en la práctica eran dueñas de la isla, estaban divididas en dos facciones, los muchos años de guerra habían arrasado la isla y los ejércitos estaban muy igualados y gastados para imponerse, retirados en sus lugares de origen, situación que se alargaría durante 10 años hasta el suicidio de Christophe. Mientras tanto, el gobernador francés permanecía en la capital Santo Domingo sin refuerzos de la metrópoli, debido al bloqueo británico de los mares durante las guerras napoleónicas y los problemas del emperador francés en propio suelo europeo, pero con el apoyo de los criollos propietarios de plantaciones en un principio leales al gobierno francés, ante el temor a los rebeldes haitianos. La relación de fuerzas podía cambiar al terminar las guerras en Europa y Francia podría quizá tomar el control de la isla de nuevo. Además se había establecido la realidad de la soberanía nacional. Diversas colonias contemplaban ahora la posibilidad de convertirse en estados soberanos.
Viendo la situación de debilidad del mando francés en 1808 debida a la invasión napoleónica de España y temiendo las consecuencias de un gobierno haitiano para sus intereses e incluso para sus vidas, los criollos de la isla, en un principio leales al gobierno colonial francés, encabezados por el soldado Juan Sánchez Ramírez se rebelaron contra el dominio francés (que se había reducido a la capital Santo Domingo y sus alrededores) con la ayuda de España, Gran Bretaña (aliado de España en la guerra europea) y Haití. Los partidarios de España se organizaron rápidamente, algunos retornaron de su exilio, siendo la gran mayoría terratenientes de la colonia española de Puerto Rico o terratenientes de la isla, integrantes de las fuerzas que apoyaban al gobernador francés. Las tropas reunidas por Juan Sánchez Ramírez consistieron solo en unos 1700 hombres por lo que Sánchez Ramírez, nombrado gobernador español de la isla, negoció con los británicos y con el capitán general español de Puerto Rico para el envío de más hombres para la toma de la ciudad de Santo Domingo.
Las escasas tropas francesas partieron a reunirse con las fuerzas isleñas contrarias a los rebeldes haitianos, considerándolas aliadas.
Antes de retirarse hacia la ciudad de Santo Domingo las tropas francesas formadas por 600 hombres fueron sorprendidas y prácticamente aniquiladas en la batalla de Palo Hincado el 7 de noviembre de 1808.
La capitulación definitiva de la asediada ciudad de Santo Domingo fue el 9 de julio de 1809, con la ayuda de la Marina Real Británica. En la capital Santo Domingo, al recibirse la noticia del desembarco, se alzó el pueblo y obligó a capitular a los franceses. Poco después, tras la rendición de los administradores franceses, el gobernador francés Ferrand se quita la vida de un balazo, poniendo fin a la colonia francesa de Saint-Domingue. Las tropas británicas ocuparon la ciudad de Santo Domingo hasta agosto, y la parte oriental volvió a ser nominalmente colonia de España con escasa o nula intervención metropolitana en los asuntos de la colonia, lo que duró hasta 1821. Haití había permanecido al margen del conflicto, siendo el más beneficiado con la situación imperante pues eso evitó que tanto españoles como franceses intentasen hacerse con el control de la isla. Este tipo de actuaciones de los propietarios de las plantaciones de origen español y francés, para proteger sus inversiones se produjo varias veces en la República Dominicana en los decenios siguientes, llegando a unir de nuevo la isla a España durante 4 años del 18 de marzo de 1861 al 15 de julio de 1865. Unión que finalizó con la victoria de los independentistas en la Guerra de la Restauración.
El líder de la revuelta, Juan Sánchez Ramírez, se convirtió en el nuevo gobernador español de la Capitanía General de Santo Domingo en 1809, iniciando una era conocida en la historiografía dominicana, como la España Boba, en la cual en la práctica eran independientes de la metrópoli.

## Consecuencias sociales del periodo colonial francés
Tras las guerras napoleónicas, entre los años 1817 y 1819 Sebastián de Kindelán y O’Regan se ocupó de la capitanía general de la isla de Santo Domingo. Muchos países latinoamericanos se habían independizado o estaban envueltos en guerras entre realistas e independentistas, corsarios sudamericanos al servicio de Simón Bolívar surcaban las aguas del Caribe hostigando a los barcos españoles. La corona había ordenado la movilización militar de las fuerzas de Santo Domingo para vigilar las costas del sur y este de la colonia, pero no podía pagar tropas debido a la bancarrota producida por la guerra. En la capital circulaban rumores sobre un golpe de mano planeado por influyentes vecinos de la colonia para proclamar la independencia, estimulados por una carta subversiva escrita en Caracas y dirigida a los nativos de la colonia en la que los instaban a levantarse contra España.
Las nuevas autoridades de la parte española de Santo Domingo, formada por criollos propietarios de plantaciones y refugiados realistas y franceses se negaron a liberar a los esclavos y evitaron aplicar la nueva Constitución liberal española de 1812 que reconocía algunos derechos a los ciudadanos que no eran de raza blanca: confería la nacionalidad sin ciudadanía a los hijos de libertos y la posibilidad que los esclavos compraran su libertad.
Hubo una conjura para erradicar la esclavitud que terminó con la reunificación de la isla, llevada a cabo por la población de origen africano de la parte oriental de habla española a Haití.
Núñez de Cáceres estuvo involucrado en problemas con el teniente José Álvarez de Toledo y Dubois  simpatizante de la emancipación de los países hispanoamericanos, quien había sido nombrado por los criollos de Santo Domingo como diputado suplente para la Junta a las Cortes de Cádiz. Las ideas revolucionarias de Álvarez de Toledo fueron denunciadas por Núñez de Cáceres, presidente de las Cortes, que se basó en dos cartas confidenciales que Álvarez de Toledo había enviado a Juan Sánchez Ramírez. Las Cortes decidieron procesar a Álvarez de Toledo, pero no pudo ser encontrado. Se sabe que en 1812 un manifiesto impreso en Filadelfia censuró la conducta de las Cortes. Posteriormente Núñez de Cáceres pensó en la tiranía que había e instó a su vez a las provincias americanas a la independencia y unir Santo Domingo a la Gran Colombia.
En Santo Domingo, las tensiones sociales y raciales se habían agravado como consecuencia de lo expresado en el artículo 4 del título segundo de la Constitución liberal promulgada en Cádiz, el cual equiparaba en igualdad de derechos con los nativos de España a los criollos blancos, pero excluyendo a los descendientes de esclavos aunque fueran libertos. Esa exclusión produjo un profundo malestar entre los negros y mulatos libres, quienes intentaron sublevarse la noche del 16 al 17 de agosto con el propósito de incorporar la colonia a la República de Haití. Este período culminó el 1 de diciembre de 1821, con la Independencia efímera de José Núñez de Cáceres, y con la posterior ocupación haitiana de Santo Domingo, el 9 de febrero de 1822.
Cuando las autoridades se negaron a liberar a los esclavos y evitaron aplicar varias disposiciones de la nueva constitución liberal Española de 1812 que conferían la nacionalidad, no así la ciudadanía, a los hijos de los libertos y la posibilidad de que los esclavos compraran su libertad, hubo una conjura de libertos y esclavos para erradicar la esclavitud y adherirse a la República de Haití. Descubiertos, sus líderes fueron condenados a muerte y sus cabezas fueron expuestas en varios puntos alrededor de la capital. Los demás culpables fueron condenados a prisión y azotes. Pedro Seda, José Leocadio, Pedro Henríquez, y alguien solo conocido como Marcos fueron los cabecillas de esta revuelta.
Núñez de Cáceres preconizaba confederar al país a la Gran Colombia, para lo cual había intentado dar un golpe de Estado en la primavera de 1821, que fracasó debido a las medidas adoptadas por Sebastián de Kindelán y a que los conspiradores no recibieron a tiempo una respuesta de Bolívar. Lo sorprendente es que el gobernador español Kindelán, pese a las providencias tomadas, y a la denuncia de la trama, se contentó con calificar la intriga de despreciable, permitiendo a Núñez de Cáceres encausar al capitán Manuel Martínez por el delito de calumnia. Menos ingenuo que el gobernador Kindelán, el nuevo gobernador español Pascual Real, quien arribó a la colonia en mayo de 1821, no solo dio crédito a los confidentes que le confirmaron la veracidad de la conspiración dirigida por Núñez de Cáceres, sino que muy pronto supo el nombre de los conspiradores. Como el gobernador español Pascual Real carecía de tropas, se dedicó a observar el comportamiento de los sospechosos y a ganarse la confianza de los principales jefes militares. El grupo haitianófilo, conocedor de los planes de Núñez de Cáceres y su gente, pidió al presidente de Haití Jean-Pierre Boyer que pasara a la colonia española con el ejército haitiano para agregar la colonia española a Haití. El 8 de noviembre de 1821, el comandante Andrés Amarante proclamó la anexión de la parte española de La Española a la República de Haití, en el despoblado de Beler y siete días después se pronunciaron en el mismo sentido las poblaciones de Dajabón y Montecristi. Al conocerse la noticia en la capital Santo Domingo, Núñez de Cáceres y su grupo decidieron actuar rápidamente, y el 30 de diciembre, tropas del batallón de morenos comandadas por ellos tomaron por asalto la Fortaleza de Ozama en la ciudad de Santo Domingo, encerrando en su recinto al gobernador español. En la madrugada del día siguiente una salva de cañonazos anunció la constitución del Estado Independiente del Haití Español. Inmediatamente después se procedió a la lectura de la Declaratoria de independencia del pueblo dominicano, redactada por Núñez de Cáceres, en la cual se resumían los males derivados del dominio español. También el mismo día se dio a conocer el Acta constitutiva de la independencia, que pautaba de manera general las funciones del nuevo gobierno y consignaba la determinación de celebrar un acuerdo con la Gran Colombia para establecer un Estado confederado con ella, sin renunciar a la soberanía del país. Para ello, Núñez de Cáceres envió a Venezuela a uno de los más destacados miembros de su partido, Antonio María Pineda, para informar a Bolívar, pero el Libertador estaba ausente de Caracas y ni el vicepresidente Francisco de Paula Santander ni el comandante general de la ciudad, el general José Antonio Páez, le prestaron atención. Casi al mismo tiempo de la proclamación del Estado Independiente del Haití Español, llegó a la ciudad de Santo Domingo una comisión de tres oficiales del ejército de Haití enviados por el presidente Jean-Pierre Boyer para comunicar a Pascual Real los pronunciamientos de Dajabón y Montecristi y observar la situación. Enterado del cambio político, el coronel Fremont, jefe de la comisión haitiana, informó a Núñez de Cáceres, nombrado presidente del Haití español, que el presidente del Haití francés, Jean-Pierre Boyer, apoyaría al nuevo Gobierno independiente de España. Sin embargo, el presidente Jean-Pierre Boyer convocó al Senado del Haití francés para informarle de la decisión de trasladarse el gobierno al Este, a la ciudad de Santo Domingo, con objeto de hacer efectiva la unidad e indivisibilidad de la isla. 
El 11 de enero de 1822, Boyer escribió a Núñez de Cáceres una carta en la que le anunciaba su intención de visitar la parte oriental acompañado del ejército haitiano, pero no como invasor, sino en calidad de pacificador, a la vez que le advertía que no habría obstáculos capaces de evitarlo. Cuando Núñez de Cáceres leyó ese mensaje, comprendió que la resistencia era inútil. Como la mayoría de la población era negra y mulata, prefería unirse a Haití, donde no existía la esclavitud y no tuvo otro remedio que contestar que los jefes militares y el Ayuntamiento habían convenido colocarse bajo el amparo de las leyes haitianas. El 9 de febrero, el presidente de Haití, Jean Pierre Boyer entró en la ciudad de Santo Domingo al frente de 21 000 hombres. Se iniciaban los breves 22 años de dominio haitiano de toda la isla.

## Sociedad en el periodo colonial francés
Los cultivos de azúcar, tabaco, cacao, algodón, café y añil, estuvieron basados en el uso del sistema de plantaciones con gran cantidad de esclavos, que vivían y trabajaban en penosas condiciones morían rápidamente lo que obligaba a masivas importaciones de nuevos esclavos y dio lugar a una sociedad muy estamentada, basada en la explotación y los prejuicios para fomentar la aceptación moral de esa explotación, que se organiza en diferentes grupos basados en la pureza racial y el poder económico.